# Осколки
Оско́лки (рос. Осколки) — присілок у складі Верхошижемського району Кіровської області, Росія. Входить до складу Середньоівкінського сільського поселення.
Населення становить 7 осіб (2010, 6 у 2002).
Національний склад станом на 2002 рік — росіяни 100 %.